# 波蘭軍團 (第一次世界大戰)
波兰军团（波蘭語：Legiony Polskie），是波蘭軍隊舊時的名稱，為當時波蘭世代以來的首支活躍軍隊。1914年，協約三國（包括大英帝國、法蘭西第三共和國及俄羅斯帝國）與同盟國（包括德意志帝國及奧匈帝國）間爆發第一次世界大戰，波蘭軍團隨後於同年8月成立於加利西亞。這支軍團存在的時間儘管短暫，卻成了「現代波蘭的創造神話基石」。後來，軍團由1916年9月20日成形的波蘭後備部隊（波蘭文：Polski Korpus Posiłkowy）取代，並於1918年2月併入在俄國的波蘭第二部隊（Polish II Corps in Russia），參加對抗奧匈帝國的拉蘭察之戰（Battle of Rarańcza）。同年5月，軍隊在對抗德意志帝國的卡紐夫之戰（Battle of Kaniów）失利，波蘭第二部隊也因此瓦解。當時的將軍哈勒（Józef Haller）逃往法國組織西方波蘭軍隊，對抗不利波蘭的布列斯特條約。
波蘭軍團在加利西亞及喀爾帕阡山山脈兩地，都參與過許多對抗帝俄的戰爭。